# Diadematoida
A Diadematoida rendbe diadémsünök tartoznak. Ez a tengerisünök egy rendje.

## Rendszerezés

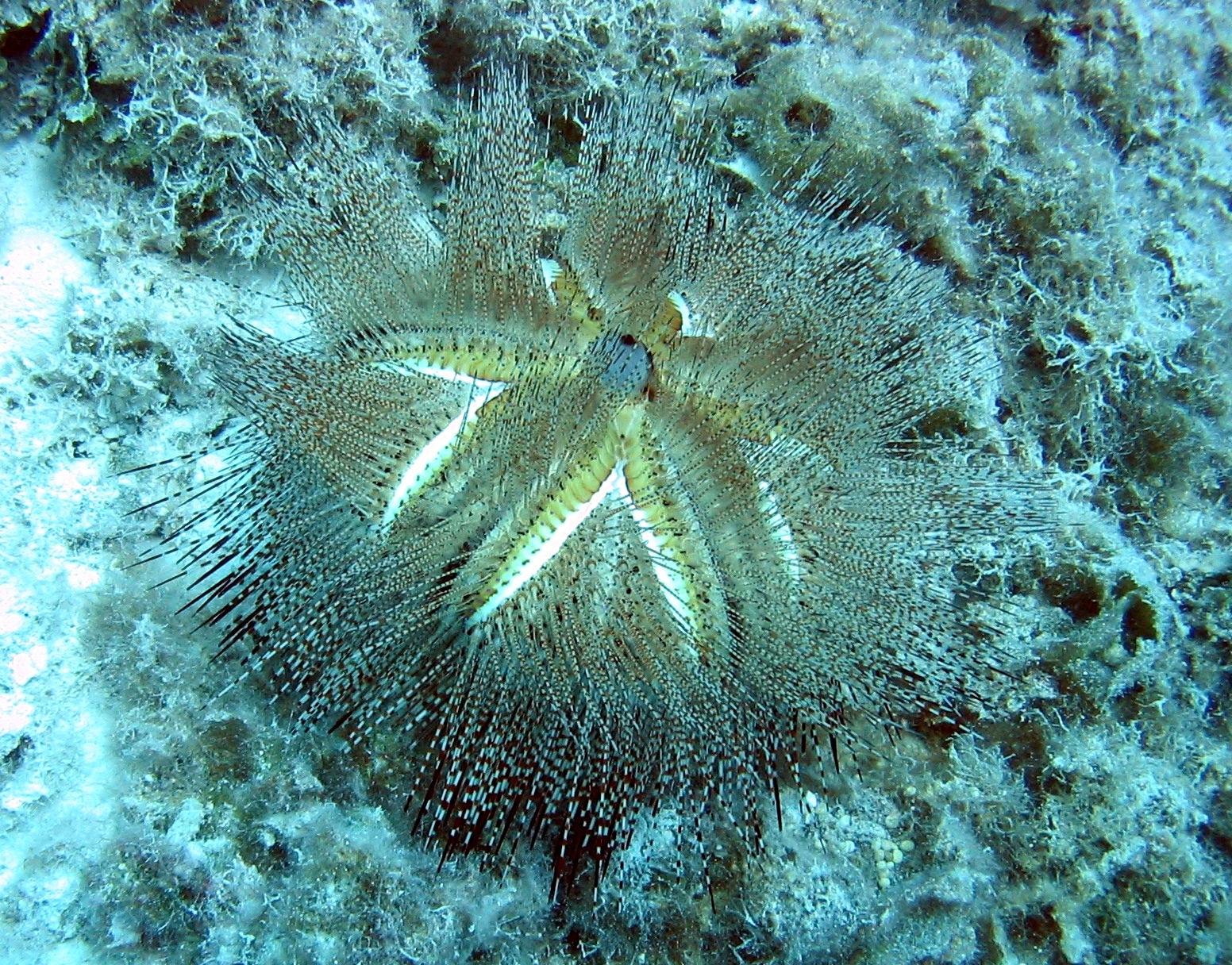
Astropyga radiata

4 család tartozik a rendbe:
- Aspidodiadematidae
- Diadematidae
- Lissodiadematidae
- Micropygidae